# ییناس
ییناس یک منطقهٔ مسکونی در امارات متحده عربی است که در امارت رأس‌الخیمه واقع شده‌است. ییناس ۱٬۱۰۲ متر بالاتر از سطح دریا واقع شده‌است.